# Stabile

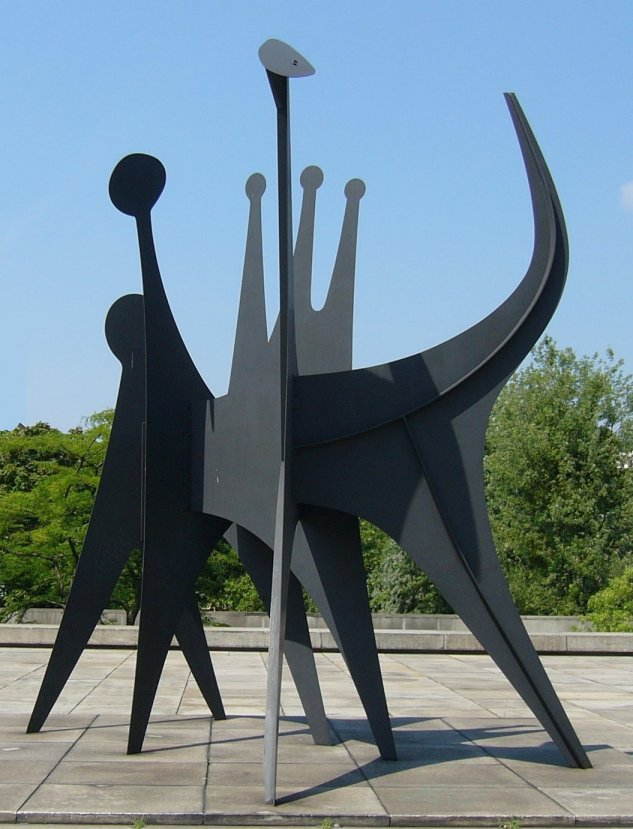
Têtes et Queue, Berlijn

Een stabile  is een soort sculptuur die in tegenstelling tot de mobile (kunstwerk) niet tot de kinetische kunst gerekend wordt, aangezien beweging, noch veroorzaakt door wind of water, noch door een motor door de kunstenaar is bedoeld. Het woord stabile komt uit het Frans en staat voor: standvastig, onwrikbaar, onveranderlijk, stabiel. Als zelfstandig naamwoord bestaat een stabile alleen als kunstwerk en wel in het bijzonder gemaakt door de Amerikaanse beeldhouwer Alexander Calder. Voor zover bekend is het woord stabile daarna nooit meer door een andere kunstenaar gebruikt.
In de kunst werd het woord stabile voor het eerst gebruikt in 1932 voor de sculptures, die Calder maakte na een productieve periode van mobiles, van welk woord Marcel Duchamp (een prominent vertegenwoordiger van het Dadaïsme de uitvinder was, door Hans Arp (ook Dada)). Zeker aanvankelijk zagen stabiles er nog uit als mobiles, maar ze waren het zeker niet en Arps woord moet worden beschouwd als een typische Dada-vondst. 